# August Wegelin
August Wegelin (* 1. Oktober 1840 wahrscheinlich im heutigen Sülz; † 17. März 1902 ebenda) war ein deutscher Unternehmer.

Sülz, in der Franzosenzeit ein Ort in der Mairie Efferen, von 1815 bis 1888 Teil der Bürgermeisterei Efferen

## Herkunft und Lebenswerk

### Sülz
Ob August Wegelins Wohnort  Sülz auch sein Geburtsort war, ist unsicher. Das Gebiet zeigt sich in der zwischen 1801 und 1814 entstandenen obigen Detaildarstellung Tranchots als nur schwach besiedelt und entwickelte sich erst in der Mitte des 19. Jahrhunderts zu einer größeren Ortschaft. Sülz war damals ein Teil der Gemeinde Kriel in der Bürgermeisterei Efferen und wurde 1888 von der Stadt Köln eingemeindet. Der Ort, nun Stadtteil Kölns, hatte sich schon früh zu einem Standort zahlreicher Fabrikationsbetriebe entwickeln können.
August Wegelin, der sich in der ebenfalls aufkommenden Farbenindustrie Kompetenzen aneignen konnte, hatte die vielseitigen Verwendungs- und Vermarktungsmöglichkeiten des Rußes erkannt. Aus diesem wurde damals neben dem Grundstoff zur Farbherstellung auch ein als Dünger in der Landwirtschaft genutztes Produkt hergestellt. Bereits im Alter von 22 Jahren installierte der Spross einer möglicherweise auch im später nach Köln eingemeindeten Sülz ansässigen Familie in einem bereits vorhandenen Sülzer Fabrikgebäude erste Rußproduktionsanlagen. Seine so hergestellten Produkte fanden guten Absatz und konnten sogar nach England exportiert werden.

### Werksverlagerung

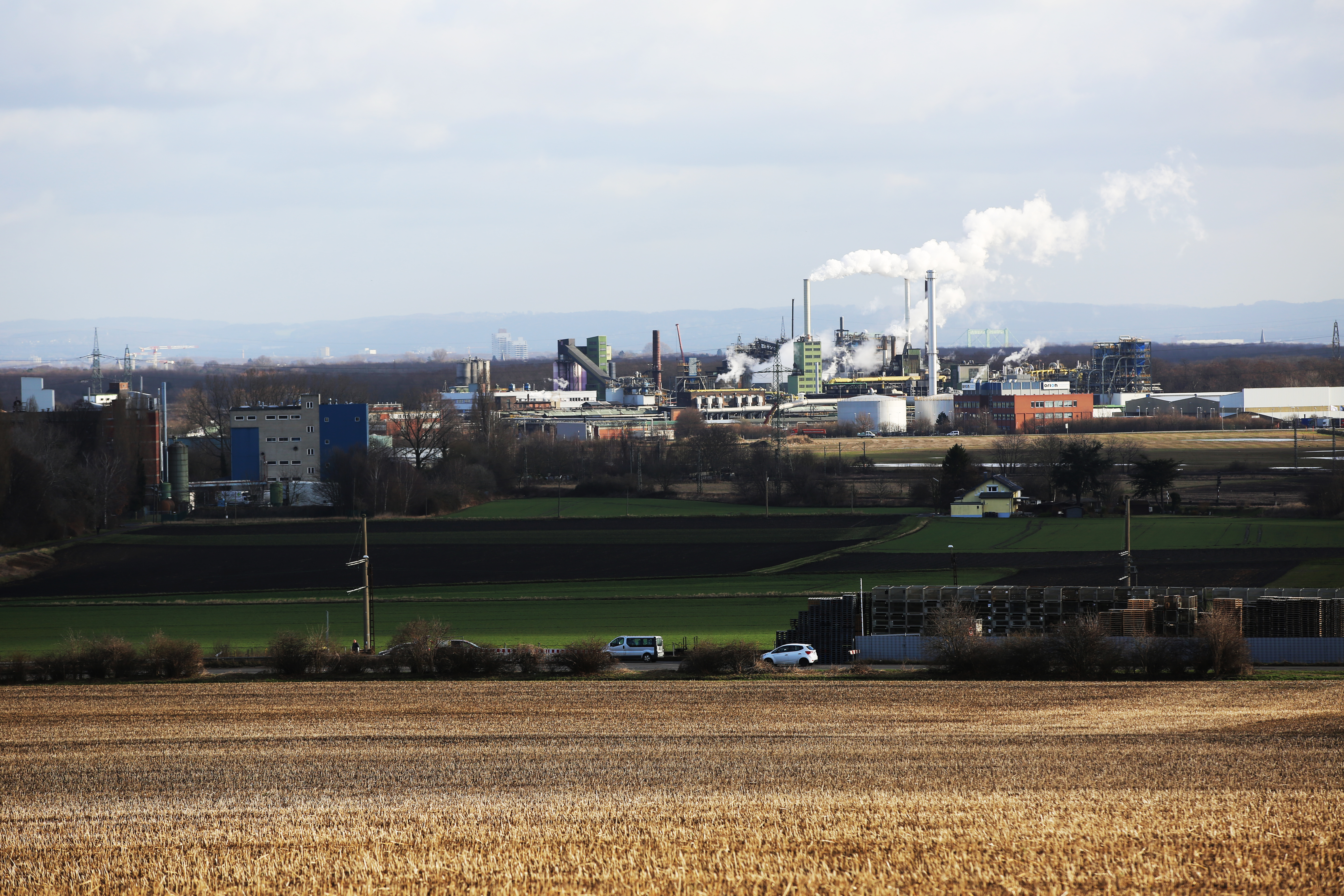
Heutiger Entwicklungsstand der ehemaligen August Wegelin AG

1893 führte Wegelin seine Söhne Gottfried und Karl in das Unternehmen ein, und im Jahr 1895 verlagerte August Wegelin seine 1862 gegründete Rußfabrik von Sülz in den nahegelegenen Ort Kalscheuren, der seit 1859 auch über eine Bahnstation verfügte. Der Sülzer Stammbetrieb produzierte noch einige Jahre, wurde nach einiger Zeit jedoch stillgelegt. Am neuen Unternehmenssitz übernahm, nach dem Tod des Firmengründers im Jahr 1902, Wegelins Sohn Gottfried die Leitung der Firma und führte sie bis zum Jahr 1925.

### Ende der August Wegelin AG
Das anfänglich prosperierende Unternehmen geriet jedoch in der Folgezeit in wirtschaftliche Schwierigkeiten, die durch die Gründung einer Aktiengesellschaft kompensiert werden sollten. Die dann gegründete August Wegelin AG wurde schon bald von der damaligen, 1873 gegründeten Degussa (Deutsche Gold- und Silber-Scheide-Anstalt) übernommen, die 1932 die Mehrheitsbeteiligung erlangt hatte. Der Aktiengang, der den drohenden Konkurs der August Wegelin AG abwenden sollte, bewirkte das Gegenteil. 1939 wurde die August Wegelin AG durch Vermögensübertragung und Umwandlung als Werk Kalscheuren schließlich vollständig in die Degussa AG eingegliedert, aus der 2007 das Unternehmen Evonik wurde. Seit 2011 firmiert das ehemals durch August Wegelin entstandene Unternehmen unter dem Namen Orion Engineered Carbons und beschäftigt trotz aller Automatisierung 400 Mitarbeiter.

## Gedenken

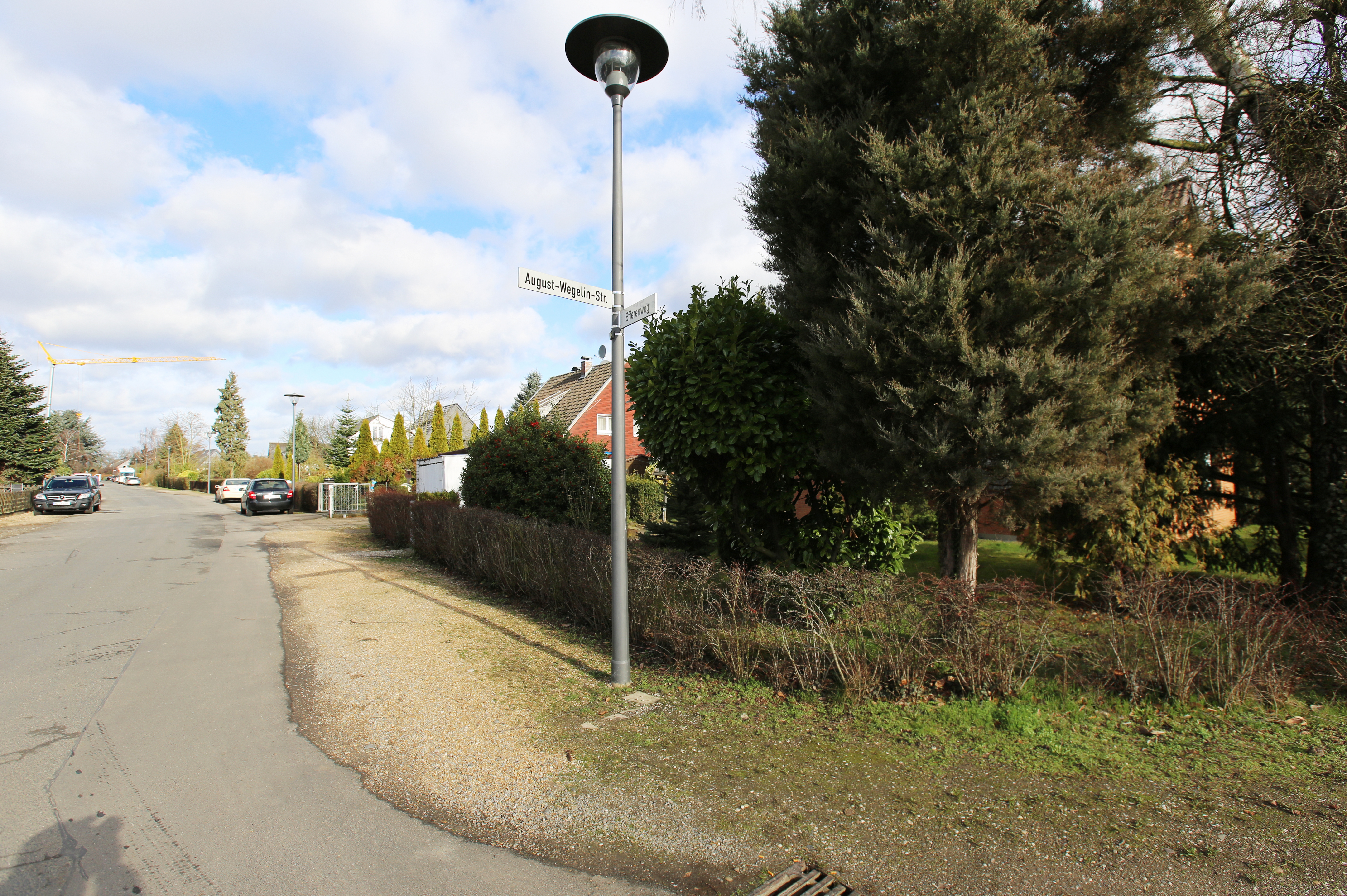
Höningen, August-Wegelin-Straße

Die aus der A. Wegelin AG hervorgegangenen Werksanlagen liegen heute auf Rodenkirchener Gebiet. Wegelins letzter Wohnort oder sein Bestattungsort sind vorerst unklar. Möglicherweise ist es Rondorf, denn in Höningen (Stadtbezirk Rodenkirchen), etwa 1,5 km vom Werksgelände entfernt, erinnert die Benennung einer Nebenstraße der auf das Chemiewerk Kalscheuren zuführenden Kalscheurer Straße, an August Wegelin. In dieser Art erinnert auch die Stadt Hürth an ihn, im neuen Gewerbegebiet Kalscheuren wurde eine Nebenstraße an der Winterstraße nach Wegelin benannt.

## Grabstätte
August Wegelin (1840–1902) und Gottfried Wegelin (1872–1933) sowie weitere Familienmitglieder ruhen auf dem Melaten-Friedhof in Köln.